# 다카역
다카역(일본어: 高駅)은 일본 히로시마현 쇼바라시에 위치한 서일본 여객철도 게이비 선의 철도역이다. 단선 승강장 1면 1선의 구조를 갖춘 지상역이다.

## 역 주변
- 국도 제183호선
- 사이조 강

## 역사
- 1934년 3월 15일 : 쇼바라 선이 빈고쇼바라 역부터 빈고사이조역까지 연장했던 때에 개업.
- 1936년 10월 10일 : 쇼바라 선이 산신 선으로 편입되어, 이 역도 그 소속으로 한다.
- 1937년 7월 1일 : 산신 선이 게이비 선의 일부로 되어, 이 역도 그 소속으로 한다.
- 1983년 10월 31일 : 무인역화.
- 1987년 4월 1일 : 일본국유철도 분할 민영화에 의해, 서일본 여객철도가 된다.
- 2010년 : 교환설비 철거.

## 인접 역
| 서일본 여객철도 게이비 선 | 서일본 여객철도 게이비 선 | 서일본 여객철도 게이비 선 |
| ------------------------- | ------------------------- | ------------------------- |
| 히라코 니미 방면          | ■ 게이비 선               | 빈고쇼바라 히로시마 방면  |